# Uloborus undulatus
Uloborus undulatus là một loài nhện trong họ Uloboridae.
Loài này thuộc chi Uloborus. Uloborus undulatus được Tord Tamerlan Teodor Thorell miêu tả năm 1878.